# Pentamethylcyclopentadien
1,2,3,4,5-Pentamethylcyclopentadien ist ein cyclisches Alken bzw. ein fünffach methyliertes Derivat des Cyclopentadien (Cp). 1,2,3,4,5-Pentamethylcyclopentadien ist der Präkursor des Liganden 1,2,3,4,5-Pentamethylcyclopentadienyl (C5Me5−), der oft mit Cp* abgekürzt wird; der Stern steht für die fünf strahlenförmig angeordneten Methylgruppen. Cp* ist ein wichtiges Reagenz in der metallorganischen Chemie. Im Gegensatz zu weniger substituierten Cyclopentadien-Derivaten neigt Pentamethylcyclopentadien nicht zu Dimerisierung.

## Synthese
Pentamethylcyclopentadien ist kommerziell erhältlich. Erstmals wurde es aus trans-2-Methyl-2-butenal über 2,3,4,5-Tetramethylcyclopent-2-enon dargestellt.
Alternativ kann 2-Butenyllithium mit Ethylacetat umgesetzt werden, gefolgt von einer säurekatalysierten Dehydrozyklisierung:

2 MeCH=C(Li)Me  +  MeC(O)OEt   →   (MeCH=C(Me))2C(OLi)Me  +  LiOEt
(MeCH=C(Me))2C(OLi)Me  +  H+    →   Cp*H  +  H2O  +  Li+

## Organometallische Derivate
Pentamethylcyclopentadien ist ein bedeutender Prekursor für metallorganische Verbindungen. Die anionische Form Pentamethylcyclopentadienyl eignet sich aufgrund einer Bindung der fünf ringständigen Kohlenstoffatome an das Metallatom als Ligand.

### Synthese von Cp*-Komplexen
| Repräsentative Cp*-Metallkomplexe |             |
| --------------------------------- | ----------- |
| Cp*2Fe                            | gelb        |
| Cp*TiCl3                          | rot         |
| [Cp*Fe(CO)2]2                     | rot-violett |
| [Cp*RhCl2]2                       | rot         |
| [Cp*IrCl2]2                       | orange      |
| Cp*Re(CO)3                        | farblos     |
| Cp*Mo(CO)2CH3                     | orange      |

Einige beispielhafte Reaktionen für die Synthese von verbreiteten Cp*-Metallkomplexen (siehe Tabelle) sind:
{\displaystyle {\ce {Cp^{\ast }H{+}C4H9Li->Cp^{\ast }Li{+}C4H10}}}
{\displaystyle {\ce {Cp^{\ast }Li{+}TiCl4->Cp^{\ast }TiCl3{+}LiCl}}}
{\displaystyle {\ce {2Cp^{\ast }H{+}2Fe(CO)5->{[Cp^{\ast }Fe(CO)2]2}{+}H2}}}
Ein in der Lehre verwendeter aber veralteter Weg zur Synthese von Cp*-Komplexen verwendet Hexamethyl-Dewar-Benzol. Diese Methode wurde traditionell zur Herstellung von Chlor-verbrückten [Cp*IrCl2]2- und [Cp*RhCl2]2-Dimeren benutzt. Die Synthese basiert auf einer Halogenwasserstoffsäuren-induzierten Umlagerung von Hexamethyl-Dewar-Benzol
zu einem substituierten Pentamethylcyclopentadien und der anschließenden Reaktion mit Iridium(III)-chlorid-Hydrat oder Rhodium(III)-chlorid-Hydrat.

### Vergleich zwischen Cp* und Cp
Pentamethylcyclopentadienyl-Komplexe unterscheiden sich in mehrfacher Hinsicht von den weiter verbreiteten Cyclopentadienyl-Derivaten. Als elektronenreicherer Ligand ist Cp* ein stärkerer Donor und weniger leicht vom Metall-Zentralatom zu entfernen. Hieraus resultiert eine höhere thermische Stabilität von Cp*-Komplexen. Sein sterischer Anspruch ermöglicht die Isolierung von Komplexen mit fragilen Liganden, reduziert intermolekulare Wechselwirkungen und verringert die Tendenz zu oligomeren bzw. polymeren Strukturen. Cp*-Komplexe sind in der Regel auch in unpolaren Lösungsmitteln sehr gut löslich.